# Юріоркіс Гамбоа
Юріоркіс Гамбоа (ісп. Yuriorkis Gamboa; нар. 23 грудня 1981, Гуантанамо, Куба) — кубинський професійний боксер, що виступає у легкій ваговій категорії. Олімпійський чемпіон 2004 року, чемпіон Панамериканських ігор 2003, бронзовий призер чемпіонату світу 2005 року. Чемпіон світу в напівлегкій вазі за версіями WBA (2009—2011) та IBF (2010—2011).

## Аматорська кар'єра
Олімпійські ігри 2004 
- 1/16 фіналу. Переміг Ігоря Самойленко (Молдова) — 46-33
- 1/8 фіналу. Переміг Сомжита Джонгжохора (Таїланд) — 26-21
- 1/4 фіналу. Переміг Георгія Балашкіна (Росія) — 26-18
- 1/2 фіналу. Переміг Рустамходжа Рахімова (Німеччина) — 20-11
- Фінал. Переміг Жерома Тома (Франція) — 38-23

На чемпіонаті світу 2005 завоював бронзову медаль.
- В 1/16 фіналу переміг Хомаюна Шамфгейла (Афганістан) — RSC
- В 1/8 фіналу переміг Чун Чун Ан (Кита́йський Тайбей) — RSCO
- В 1/4 фіналу переміг Кім Сон Гук (Північна Корея) — RSCO
- В 1/2 фіналу програв Олексію Шайдуліну (Болгарія) — RSCI 2

## Професіональна кар'єра
У січні 2007 року у Венесуелі Юріоркіс Гамбоа разом з Яном Бартелемі і Одланьєром Солісом Фонте покинув розташування збірної Куби, яка готувалася до Панамериканських ігор — 2007, і перейшов в профібокс.
Перший бій провів 27 квітня 2007 року. 5 із своїх перших 6 боїв провів у Німеччині.
22 лютого 2008 року виграв вакантний титул чемпіона Північної Америки (NABF) у напівлегкій вазі.
В наступному бою 17 травня 2008 року виграв вакантний титул інтерконтинентального чемпіона WBC у другій напівлегкій вазі.
18 липня 2008 року виграв вакантний титул чемпіона Північної Америки (NABO) за версією WBO у напівлегкій вазі.
17 квітня 2009 року в бою проти венесуельця Хосе Рохаса виборов технічним нокаутом у 10 раунді  титул "тимчасового" чемпіона WBA у напівлегкій вазі.
10 жовтня 2009 року технічним нокаутом у 4 раунді переміг панамця Вібера Гарсію і здобув повноцінний титул чемпіона WBA.
27 березня 2010 року зустрівся із непереможним аргентинцем Віктором Барросом (28-0-1) і здобув перемогу одностайним рішенням.

### Гамбоа проти Салідо
На кону наступного об'єднавчого поєдинку з мексиканцем Орландо Салідо, який відбувся 11 вересня 2010 року, крім титулу WBA стояв  титул IBF у напівлегкій вазі, який, втім, міг виграти лише Гамбоа, тому що Салідо на зважуванні в день бою перевищив допустиму вагу і втратив титул IBF. Протягом усього бою, що відбувався у Лас-Вегасі, Юріоркіс володів перевагою. У 8 раунді Гамбоа побував у нокдауні, втім у 12 сам відправив у нокдаун Салідо двічі. Під час епізоду з другим нокдауном Гамбоа ударив суперника, що вже падав, за що був оштрафований на два очка, але все одно отримав переконливу перемогу — 116-109, 115-109 і 114-109 і став об'єднаним чемпіоном.

### Гамбоа проти Соліса
26 березня 2011 року в Атлантик-Сіті Гамбоа більш ніж переконливо переміг мексиканця Хорхе Соліса, але втратив один із своїх титулів, а саме IBF, через те, що не з'явився на зважування в день бою, хоча успішно пройшов офіційне зважування напередодні. В бою, що тривав менше 4 раундів, Юріоркіс 5 разів надсилав суперника в нокдаун — 2 рази у 2 раунді, 1 раз у 3-му і ще 2 рази у 4-му, поки рефері не зупинив бій.
Після цього бою Гамбоа перейшов у другу напівлегку вагу.
10 вересня 2011 року переміг мексиканця Даніеля Понсе.
8 грудня 2012 року в бою проти філіппінця Мікаеля Фаренаса виборов титул "тимчасового" чемпіона WBA у другій напівлегкій вазі.
8 червня 2013 року Гамбоа завдав поразки за очками непереможному колумбійцю Дарлейсу Пересу (28-0, 19 КО) і завоював титул " тимчасового" чемпіона WBA у легкій вазі.

### Гамбоа проти Кроуфорда
28 червня 2014 відбувся бій між двома непереможними боксерама Юріоркісом Гамбоа та Теренсом Кроуфордом. До бою боксери підійшли з абсолютно однаковим послужним списком: 23 перемоги, з яких 16 ноукаутом. На кону стояв пояс WBO у легкій вазі, що належав Кроуфорду. Перші чотири раунди тривали у рівній боротьбі, однак невелику перевагу можна було віддати кубинському боксеру. Все змінилося у п'ятій трихвилинці, у ній Кроуфорд зумів відправити суперника у нокдаун. Хоч Гамбоа і зумів оправитися після цього, але перевага була вже повністю на стороні американця. Так у восьмому раунді чемпіон ще раз відправив кубинця у нокдаун. А у дев'ятому, після ще двох нокдаунів, суддя вирішив зупинити бій. Для Гамбоа ця поразка стала першою у професіональній кар'єрі.

### Гамбоа проти Кастельяноса
5 травня 2017 року Гамбоа сенсаційно програв мексиканцю Робінсону Кастельяносу технічним нокаутом, зазнавши другої поразки в кар'єрі. У цьому бою Гамбоа був зовсім не схожим на самого себе у кращі роки — багато пропускав, у 3 і 4 раундах побував в нокдауні, а після 7 відмовився продовжувати бій. Після цього компанія Golden Boy Promotions, яка планувала організувати бій Гамбоа з Василем Ломаченко, розірвала контракт з кубинцем.

### Гамбоа проти Девіса
28 грудня 2019 року Юріоркіс Гамбоа зустрівся в бою за вакантний титул чемпіона світу за версією WBA у легкій вазі з Джервонтою Девісом. Бій тривав майже весь відведений час. Американець діяв більш впевнено і агресивно, у 2 і 8 раундах надсилав кубинця в нокдаун, а у останній трихвилинці нокаутував його.

### Гамбоа проти Хейні
7 листопада 2020 року Гамбоа зустрівся в бою з чемпіоном світу WBC у легкій вазі американцем Девіном Хейні. Хоча Хейні до бою обіцяв жорстоко побити суперника і завершити бій достроково, поєдинок тривав увесь відведений час і завершився перемогою чемпіона одностайним рішенням суддів.